# Los gallinazos sin plumas
Los gallinazos sin plumas es un cuento escrito por el cuentista y novelista peruano Julio Ramón Ribeyro aparecido en su primer libro de cuentos del mismo nombre (1955); también figura en La palabra del mudo, que es una recopilación de cuentos escritos entre 1955 y 1977. Es el cuento más conocido de dicho autor y uno de los hitos en el desarrollo de la narrativa del realismo urbano en el Perú. 
Trata de un modo sorprendentemente crudo sobre la pobreza y la explotación que sufren muchos niños en Latinoamérica.

## Composición
Este cuento, que encabeza la colección del mismo nombre, fue redactado en París, en 1954, siendo el último de esa serie que terminó de escribir el autor. Éste, en esos momentos, tuvo la impresión de que se trataba de su mejor cuento, tal como se lee en sus memorias, con fecha del 5 de octubre de ese año: 

Tengo la impresión de que “Los gallinazos sin plumas” es el mejor cuento que he escrito hasta ahora […] Frente a mí, en el café Petit Cluny donde escribía, había un espejo. Me sorprendí haciendo muecas de cólera, de asco, de frío, según el curso de lo que escribía. Los mozos me miraban. La anécdota de Flaubert sintiendo el sabor del arsénico cuando moría Madame Bovary me parece verídica. La potencia creadora reside, creo, en la capacidad de impresionarse con estímulos imaginarios.

La colección salió a la luz en 1955, en Lima, siendo el primer libro publicado por Ribeyro y con el que comenzó su carrera literaria.

## Argumento
El autor relata la historia de los hermanos Efraín y Enrique, dos niños explotados por un abuelo desalmado, don Santos, viejo y cojo (con pata de palo), que los obliga a rebuscar los contenedores de basura en busca de comida para su cerdo. Ambos niños se enferman pero el abuelo insiste en hacerlos trabajar. Enrique se hace cargo de todo el trabajo y lleva a casa a un perro para que haga compañía a su hermano, que se hallaba más delicado. Pero el abuelo aprovecha la ausencia de Enrique para matar al perro y darlo como alimento al cerdo. Enrique, regresa a la casa, descubre los restos del perro y discute con su abuelo; éste resbala, su pata de palo se rompe y cae dentro del chiquero y debido a su cojera no puede levantarse. Entonces los dos hermanos huyen de ese lugar escuchando de lejos los gritos del abuelo. El relato finaliza sugiriendo que el abuelo se convierte en víctima de su propio cerdo.

## Explicación del título
El título es una metáfora que alude a las personas que se ganan la vida buscando cosas de algún valor en los basurales, comparadas con los gallinazos o aves carroñeras (zopilotes) que buscan alimento en esos mismos sitios; la única diferencia es que las personas no tienen plumas.

…los miércoles y los domingos, Efraín y Enrique hacían el trote hasta el muladar. Pronto formaron parte de la extraña fauna de esos lugares y los gallinazos, acostumbrados a su presencia, laboraban a su lado, graznando, aleteando, escarbando con sus picos amarillos, como ayudándoles a descubrir la pista de la preciosa suciedad.

## Estructura
Cuenta con siete secciones, las cuales se hallan separadas por espacios en blanco. El desarrollo de la historia abarca un período de tiempo bastante extenso, si se compara con los otros cuentos aparecidos en la colección, donde las historias se resuelven, a lo menos, en el curso de un día.

## Escenarios
Aunque no se dice explícitamente, el lugar donde viven don Santos y sus nietos, puede ubicarse en uno de los arrabales limeños situados en las cercanías del mar, por la zona de Miraflores. Temporalmente, la historia se puede ubicar por la década de 1950. Fue precisamente en esa época cuando se inició una ola migratoria de provincianos hacia Lima, donde surgieron esas grandes barriadas o pueblos jóvenes (equivalentes a las villas miserias o favelas de otros países sudamericanos).

## Personajes
- Don Santos, un viejo lisiado, usa pata de palo. Es tiránico y obliga a sus nietos a ir a las calles para recolectar comida para su cerdo, al cual engorda para venderlo. No le interesa la salud ni la buena alimentación de sus nietos, a quienes envía a la calle descalzos y expuestos a toda clase de peligros y enfermedades.  Su único interés es el lucro.
- Los hermanos Efraín y Enrique, nietos de don Santos a quien deben obediencia a cambio de un miserable abrigo y una miserable comida. Ellos son los “gallinazos sin plumas”, pues al igual que esas aves carroñeras andan rebuscando los basurales en busca de alimento. Cuando no pueden cumplir a cabalidad con su labor, el abuelo los castiga golpeándolos y privándoles de comida. Ambos terminan enfermándose, pero don Santos los presiona y los obliga a ir a trabajar.
- El cerdo Pascual, un animal al que don Santos se obsesiona por cebar (engordar) para venderlo. Es insaciable; cada día reclama más comida, pero al no recibirla empieza a enloquecer. Es una representación de la sociedad de consumo.
- El perro Pedro, pequeño, chusco y sarnoso, que los hermanos adoptan como mascota. Le enseñan a llevar piedras en la boca. Terminará por ser muerto a varazos por el abuelo, siendo su cuerpo arrojado como alimento para el cerdo. El cariño que sienten los hermanos por este animalito contrasta con la actitud del viejo hacia sus propios nietos.
- La "ciudad" es comparada con otro monstruo, siempre se despierta desde temprano.

## Interpretación y mensaje
Esta obra puede ser leída como una parábola expresionista: Don Santos encarna al despiadado explotador, que no tiene escrúpulos en usufructuar la mano de obra de sus nietos, a cambio de una miserable comida y un precario techo. Solo le interesa el engorde de su cerdo, más que la alimentación y la salud de sus nietos, ya que lo primero le reportará ganancias, pues el animal tiene ya comprador, un hombre «con las manos manchadas de sangre». El único motor que mueve al abuelo es el lucro. En contraparte, los nietos representan al proletario explotado, y practican entre ellos altos valores como la solidaridad y la fraternidad. Por ello mismo se ponen de acuerdo y se complementan para huir de aquel infierno de vida, mientras que dejan al abuelo a merced del propio monstruo que ha criado, el cerdo Pascual, finalizando así la historia con un halo de ironía macabra. Sin embargo, se da también por entendido que los niños tendrán en adelante que valerse por sí solos y sobrevivir en otra realidad igual de penosa, que es la vida en la ciudad. El relato es una crítica implícita sobre la pobreza y la explotación que sufren muchos niños en Latinoamérica y en ese sentido mantiene su actualidad.